# Gebänderte Wasserkobra
Die Gebänderte Wasserkobra (Naja annulata, Syn.: Boulengerina annulata) ist eine Schlangenart aus der Familie der Giftnattern (Elapidae). Sie zählt innerhalb der Gattung der Echten Kobras (Naja) zur Untergattung Boulengerina, welche vormals als eigenständige Gattung geführt wurde.

## Merkmale
Naja annulata erreicht eine Gesamtlänge zwischen 150 und 210 cm, selten bis 270 cm. Der Körperbau ist kräftig. Der Kopf ist flach, relativ kurz und setzt sich kaum vom Hals ab. Die Augen sind klein und besitzen eine runde Pupille. Der Körper weist oberseits eine gelbbraune bis braune, zum Schwanz hin dunklere Grundfärbung auf und ist mit Querbinden gezeichnet. Die Bauchseite ist gelblich-weiß. Der Giftapparat besteht, wie für Giftnattern typisch, aus seitlich des Schädels befindlichen Giftdrüsen (spezialisierte Speicheldrüsen) und im vorderen Oberkiefer befindlichen, unbeweglichen Fangzähnen (proteroglyphe Zahnstellung).

### Unterarten
Es werden zwei Unterarten geführt:
- Naja annulata annulata BUCHHOLZ & PETERS 1876 (Nominatform); körperoberseits 21 bis 24 engstehende Querbinden.
- Naja annulata stormsi (DOLLO 1886); drei bis fünf schwarze Querbinden auf dem Nacken, die ersten beiden den Körper ringartig umgebend. Auf der Rückenmitte sind dunkle Flecken in relativ gleichmäßigen Abständen erkenntlich.

### Pholidose
Die Pholidose (Beschuppung) zeigt folgende Merkmale:
- 6 bis 7 Oberlippenschilde (Supralabialia),
- 7 bis 8 Unterlippenschilde (Sublabialia),
- 23 Reihen glatter[1] Rumpfschuppen (Scuta dorsalia),
- 192 bis 195 Bauchschilde (Scuta ventralia) bei N. a. stormsi.

## Verbreitung

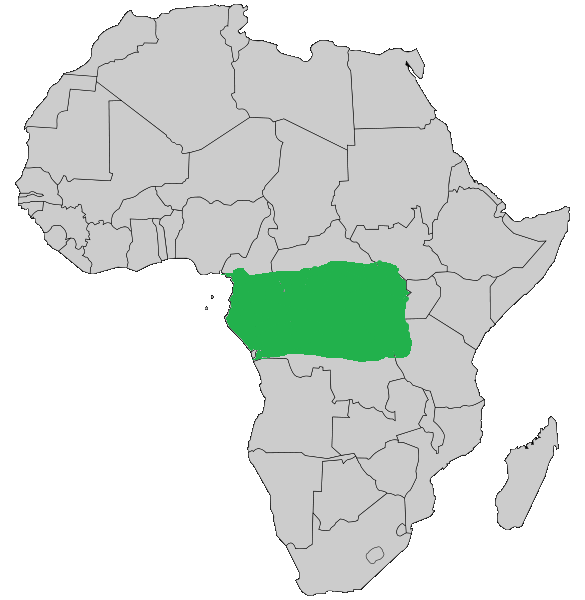
Verbreitungsgebiet der Gebänderten Wasserkobra

Das Verbreitungsgebiet umfasst Regionen in Kamerun, Gabun, Demokratische Republik Kongo, Republik Kongo, Zentralafrikanische Republik, Tansania, Äquatorialguinea, Ruanda, Burundi, Sambia und Angola. Es werden gewässernahe Lebensräume wie felsige Ufer von Flüssen und Seen in waldigen Umgebungen oder Savannen besiedelt.

## Lebensweise
Die Gebänderte Wasserkobra führt eine tag- und nachtaktive Lebensweise und hält sich häufig im Wasser auf. Sie kann bis zu 25 Meter tief und 10 Minuten lang tauchen. Verstecke findet sie etwa in Felsspalten am Gewässerrand. Zum Beutespektrum zählen Fische und Amphibien. Gegenüber dem Menschen ist die Art nicht aggressiv, bei Bedrohung flieht sie rasch ins Wasser. In die Enge getrieben, richtet sie den Vorderkörper auf und flacht ihn seitlich ab. Der Hut ist schmal. Die Fortpflanzung erfolgt durch Oviparie, also eierlegend.

## Schlangengift
Das Giftsekret der Wasserkobra enthält postsynaptische Neurotoxine. Short neurotoxin 1, ein Drei-Finger-Toxin, bindet an postsynaptische Acetylcholinrezeptoren und blockiert die Neurotransmission. Im Tierversuch konnte eine mittlere Letaldosis von 0.052 mg/kg (intraperitoneal) für dieses Toxin ermittelt werden. Nach einem Giftbiss beim Menschen ist von leichten lokalen Symptomen an der Bissstelle und unspezifischen Allgemeinsymptomen (z. B. Kopfschmerzen, Schwindel, Übelkeit, Erbrechen) auszugehen. Die Neurotoxine bewirken Lähmungserscheinungen, die sich anfangs durch eine Ptosis bemerkbar machen können und in eine flache Paralyse übergehen. Der Tod kann durch eine periphere Atemlähmung eintreten. Durch das ausgeprägte Fluchtverhalten kommt es kaum zu Begegnungen mit dem Menschen oder zu Giftbissen.

### Maßnahmen nach Giftbiss
Nach Giftbiss kann als Erste-Hilfe-Maßnahme ein Druckverband an der gebissenen Gliedmaße angelegt werden, um die Ausbreitung der Toxine im Körper zu verlangsamen. Betroffene sollten sich möglichst nicht bewegen und liegend in ein Krankenhaus transportiert werden. Über mindestens 24 Stunden erfolgt eine Überwachung. Bei Eintreten neurotoxischer Symptome ist eine symptomatische Behandlung durchzuführen. Gegebenenfalls ist künstliche Beatmung indiziert. Die Wirkung der Neurotoxine ist reversibel. Ein spezifisches Antivenin steht nicht zur Verfügung.